# ザ・リアルマッコイズ
ザ・リアルマッコイズ (The Real McCoy's) は日本のファッションブランド。

## 概要
ザ・リアルマッコイズ (The Real McCoy's) は、株式会社ザ・リアルマッコイズ・インターナショナルが展開する、主にミリタリーやアメリカンカジュアル、モーターサイクルウェアを取り扱うファッションブランドである。フライトジャケットを忠実に復刻するブランドとして有名である。現在では、ミリタリーラインの「リアルマッコイ (Real McCoy)」、ワークラインの「ジョーマッコイ (Joe McCoy)」、ライダースラインの「ブコ (Buco)」の3ブランドから展開されている。ちなみに「the real McCoy」という英語は口語訳で「正真正銘の本物」という意味。

## 歴史
1987年、イラストレーターの岡本博が当時の仕事先である雑誌POPEYEの特集において、限定300着のA-2フライトジャケットを制作し販売、予約時点で完売という大反響を受けて翌1988年に会社ザ・リアルマッコイズ・ジャパン  (旧リアルマッコイズ)を興す(1990年法人設立)。設立当時には現フェローズ代表の志村昌洋もスタッフに名を連ねていた。
その後、フライトジャケットの復刻ブランドとして名を上げ、1997年にはジョーマッコイを誕生させ、ジーンズ業界に本格的に参入を果たす。
しかし2001年、手形の詐取が原因となり、同年6月16日、東京地方裁判所へ民事再生法を申請し倒産した。負債総額は2000年5月の時点で約11億3000万円。
翌年、兵庫県神戸市の特約店 NYLON (ナイロン) が後を引き継ぎ、ザ・リアルマッコイズ・インターナショナル (現リアルマッコイズ) として現在に至る。

## ブランド

### ジョーマッコイ

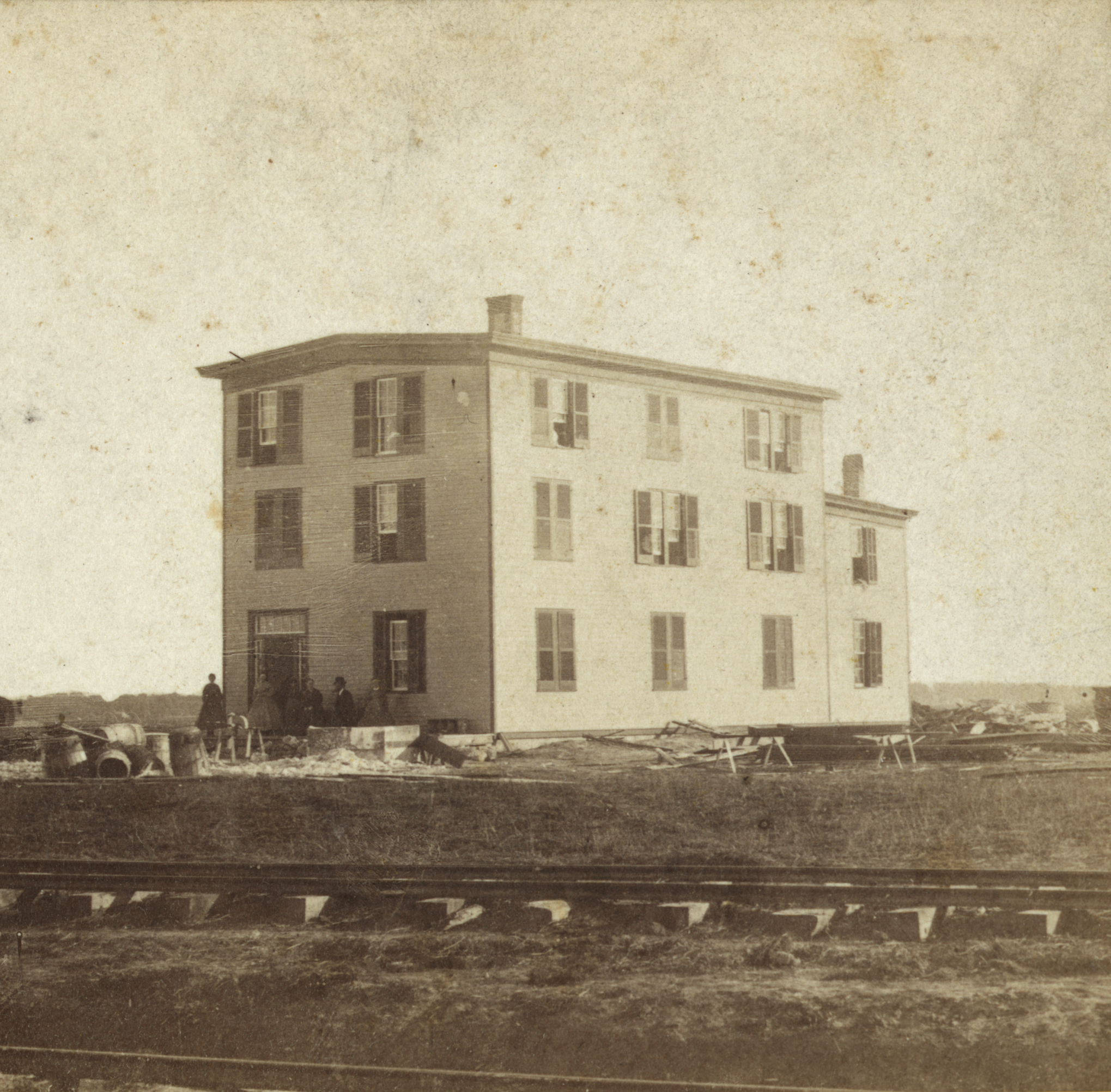
ジョセフ・ゲッティング・マッコイがアビリーンで創業したドローヴァーズ・ホテル

ジョーマッコイ (Joe McCoy) は、リアルマッコイズの展開するブランドの一つ。ジョセフ・ゲッティング・マッコイという、西部開拓時代に実在し、カンザス州の寒村アビリーンを一夜にして不夜城に変えてしまった人物が、もしも衣料品製造・販売会社「J.G.マッコイ商会」を創業していたならば…、という仮定で創造された。1997年の誕生以来、リアルマッコイズのワークラインを支える。2001年の旧リアルマッコイズ倒産と同時に一度姿を消したブランドだが、現リアルマッコイズによって2009年秋に復活を遂げた。
現在では、以下のジーンズがジョーマッコイよりリリースされている。
- Lot.900 - 1930年代モデル。バックシンチを有し、ワークパンツの流れを汲むルーズストレートモデル。14.75oz (オンス) デニム。
- Lot.901 - 大戦モデル。第二次世界大戦の物質統制によって、ディテールに簡素化が計られた大戦モデル。14oz デニム。
- Lot.905 - 1947年モデル。ジーンズの黄金期と言われる時代、戦後物質統制が解かれ景気が頂点に達した頃の最高峰モデル。14.75oz デニム。
- Lot.906 - 1966年モデル。ジーンズが作業用パンツから、ファッションとして位置付けされ始めた頃のタイトストレートモデル。14.75oz デニム。
- Lot.907 - 1960年代後半モデル。ファッション化したジーンズの更なるニーズ拡大のために作られたブーツカットモデル。13oz デニム。

#### エイトアワーユニオン
エイトアワーユニオン (8 Hour Union) は、ジョーマッコイのブランドレーベルの一つで、主にワークウェアを展開する。1912年、ジョーマッコイが本格的なユニオンメイド・ガーメンツ(御用組合ではなくきちんと組織された労働組合に加入している労働者により作られた製品という意)製造に着手するため誕生した。大恐慌時代の1930年には、カバーオールを発売した。
ユニオン・レーベル(日本では俗にユニオンチケット等と称される)が縫い付けられており、商品を作った労働者が全員労組の組合員であることを示して消費者にアピールするのが商品のセールスポイントとなっていた歴史的背景を再現している。名称からして八時間労働制がモデルと考えられる。

#### ボールパーク
ボールパーク (Ball Park) は、ジョーマッコイのブランドレーベルの一つで、主にスポーツウェアを展開する。1921年、ジョーマッコイのニット製品ラインが発展し誕生した。

#### アウトドアーズメン・スポーツウェア
アウトドアーズメン・スポーツウェア (Outdoorsmen Sportswear) は、ジョーマッコイのブランドレーベルの一つで、主にアウトドアウェアを展開する。1921年のスポーツブームに乗じ、ボールパークと共に誕生した。1933年に発売したウールジャケットは全米で大ヒットを果たし、1966年にはダウンジャケットやマウンテンパーカを発売し、バックパッカーの支持を得た。

#### 旧ジョーマッコイ
旧ジョーマッコイでは、実在したジョセフ・ゲイティング・マッコイと、彼が創業したとされる「J・G・マッコイ商会」の架空の歴史を創造し、その歴史に基づき主にワークウェア商品を展開していた。1997年に旧リアルマッコイズによって誕生。強烈な縦落ちを特徴に持つジーンズ Lot.901 を発売し人気を博した。2001年には旧リアルマッコイズ倒産によって、旧ジョーマッコイ製品も生産中止となり、現在、その希少価値は高くなっている。
旧ジョーマッコイのジーンズ
- Lot.900 - 1871年モデル。バックポケットは片方のみで、ベルトループがなくサスペンダーを備えたモデル。
- Lot.901 - 1942年モデル。第二次世界大戦時代、軍の物資統制によりディテールに簡素化が計られた大戦モデル。当時、強烈な縦落ちをするこのデニム生地は大変珍しく話題を呼んだ。
- Lot.901A - 901から905への移行期モデル。コットンネルスレーキなどマニアックなディティールが特徴。
- Lot.901Z - 901のジッパーフライモデル。
- Lot.S901 - 1895年モデル。
- Lot.901XH - 901のエクストラヘビーモデル。15oz で軍事統制前にリリースされた幻のモデル。
- Lot.902 - 1938年モデル。サスペンダーが廃止され、バックシンチを備えた仕様。隠しリベット、ベルトループが初めて採用されたモデル。
- Lot.902XH - 902の初回生産のみ (XH) が表記されエクストラヘビーモデルとなっていた。
- Lot.S902 - 1922年モデル。
- Lot.904 - 1937年モデル。ジョーマッコイで初めて「赤タブ」が採用されたモデル。
- Lot.S904 - 1928年モデル。デニム生地が 9oz から 13oz に変更される。
- Lot.905 - 1947年モデル。戦後物資統制が解かれた頃に作られた、「デニムパンツの到達点、最高傑作」と呼ばれるモデル。
- Lot.905XH - 905のエクストラヘビーモデル。
- Lot.906 - 1951年モデル。
- Lot.906Z - 906のジッパーフライモデル。
- Lot.S906XH - 1952年モデル。ジョーマッコイ創業80周年記念モデルである。
- Lot.907 - 1958年モデル。66モデルに近い細めのシルエット。
- Lot.908 - 1962年ブーツカットモデル。隠しリベットが廃止され、バータック仕様。
- Lot.807 - ブラックデニムパンツ。

※ジョーマッコイというブランドが誕生する以前は、「アルティメットシーカー」と表記された革パッチ付きのジーンズが存在した。
旧ジョーマッコイのデニムジャケット
- Lot.210
- Lot.211
- Lot.212
- Lot.710
- Lot.711
- Lot.714
- Lot.715
- Lot.921 - 1st Model。4つボタンの簡素化大戦モデル。
- Lot.925 - 1st Model。5つボタンのレギュラーモデル。
- Lot.935 - 1st Model。ウールブランケット付き。
- Lot.926 - 2nd Model。
- Lot.826 - 2nd Model。ブラックデニム仕様。
- Lot.927 - 3rd Model。

### ブコ
ブコあるいはブーコ (Buco) とは、ジョセフ・ビューガライゼン・カンパニー (Joseph Buegeleisen Company) の略称。ジョセフ・ビューガライゼンとはブランド設立者の名前。元々は1933年ミシガン州デトロイト発祥のバイクアクセサリー会社であり、1940年代にはモーターサイクル・ジャケットなどの生産も手掛けた歴史的背景を持つブランド。現在では、主にザ・リアルマッコイズが復刻を担当し、トイズマッコイからはヘルメット類もリリースされている。

### 旧リアルマッコイズ時代のブランド
（1999年発行「TRADING POST-REAL McCOY#04-I」より）
- エイトアワーユニオン (8 Hour Union)
1912年の誕生以来、シカゴ工場で生産を続けるユニオンメイド・ワークウェアの伝統的ブランド。単に質実剛健、機能美追求のワークツールであることにとどまらず、ブルーカラーの階級的象徴として米国史の裏面を彩ってきた。
- ウエスタンランチマン (Western Ranchman)
キャトルドライヴが生み出したアメリカンヒーロー、カウボーイ。その泥だらけの栄光の真実を、フロンティアが遠い昔話になった20世紀の末裔たちに語り継ぐ鞍上の労働者たちのためのオーセンティック・ワークウエア。
- ジョーマッコイ・スポーツウエア (Joe McCoy Sportswear)
- ジョーマッコイ・レザークロージング (Joe McCoy Leather Clothing)
1920年代〜1930年代、バブルの享楽から大恐慌へと激動するアメリカにおいて、労働者の階級意識とヒロイズムはめざましい発展を遂げた。タフで頼れる本物の男の象徴が「革」だったこの時代に大衆の寵愛を一身に受けたレーベル。
- ボールパーク (Ball Park)
20世紀初頭、シカゴ・カブスの記録的大勝を契機にジョーマッコイ社は野球用のユニホームやジャケット、練習用スウェット、Tシャツなどをプロや大学のクラブに供給する事になり、1950年代に黄金期を迎える。
- イエローメディシン・ワークブーツ (Yellow Medicine Work Boots)
ミネソタ州イエローメディシン、かつてスゥ族を初め多くの先住民部族が暮らしていた神聖な森に、ネイティブの珠玉の文化を継ぐワークブーツ工場が創業されたのは1903年。以来頑固一徹のベンチメイドに執着する。
- アウトドアーズメン・スポーツウェア (Outdoorsmen Sportswear)
1920年代に誕生したスポーツウエアの兄弟ブランドで、主にヘヴィデューティなハンティング、クライミング、キャンピング、フィッシングを主題に掲げたが、1960年代以降のダウン製品が浸透、確固たる地位を築きあげた。

## ワークブーツ
ザ・リアルマッコイズでは、ワークブーツも取り扱っている。主なブーツを以下に示す。
- Work Boots "Rigger" (リガー)
1960年代のデッドストックを基に製作したスタンダードモデル。プレーントーのガラスフィニッシュカウハイドにキャッツ・ポゥソールを組み合わせたワークブーツ。
- Sports Boots "Rambler" (ランブラー)
RIGGER (リガー) のアウトソールをゴム製のラグソールに変えたもの。
- Work Boots "Bear Head" (ベアヘッド)
プレーントーのホースハイドにキャッツ・ポゥソールを組み合わせたワークブーツ。ザ・リアルマッコイズを代表するワークブーツである。
- Roper Boots "Chinook" (チヌーク)
イタリアンケベックレザーに合成ソールを組み合わせたペコスタイプのワークブーツ。

## ショップ
- THE REAL McCOY'S 仙台 - 宮城県仙台市青葉区
- THE REAL McCOY'S 茨城 - 茨城県土浦市真鍋
- THE REAL McCOY'S 東京 - 東京都渋谷区神宮前
- THE REAL McCOY'S 金沢 - 石川県金沢市竪町
- THE REAL McCOY'S 名古屋 - 愛知県名古屋市中区栄
- THE REAL McCOY'S 京都 - 京都府京都市中京区
- THE REAL McCOY'S 大阪 - 大阪府大阪市西区南堀江
- THE REAL McCOY'S 和歌山 - 和歌山県和歌山市雑賀町
- THE REAL McCOY'S 神戸 -兵庫県神戸市中央区
- THE REAL McCOY'S 福岡 - 福岡県福岡市中央区大名
- THE REAL McCOY'S 熊本 - 熊本県熊本市中央区
- THE REAL McCOY'S ロンドン - LONDON WC2E 8QG
- THE REAL McCOY'S ニューヨーク - New York, 10013 USA

## 派生ブランド
旧リアルマッコイズ創始者の一人である岡本博は旧リアルマッコイズから独立し、現在トイズマッコイ (Toys McCoy) という別ブランドを展開し、ジョーマッコイを担当していた安井氏がブートレガーズ・リユニオンというブランド名を立ち上げ現在はフリーホイーラーズへと改名している。皮革製品を担当していた旧ニュージーランド工場は石塚政秀氏によってTHE FEWへと引き継がれた。

## 不祥事
2011年12月19日、東京店に勤務するアルバイト店員が、閉店2分前に来店したビビる大木をTwitterで罵倒。そのツイート（Twitter上の投稿文）を見た大木本人がTwitter上で不満を漏らし、結果として店員のTwitterが炎上する騒ぎが起こった。この影響で、店舗が運営するホームページのサーバーがダウンした。同日深夜、リアルマッコイズはブログ上にアルバイト店員の起こした不祥事を謝罪する謝罪文を掲載した。